# Димитър Хаджитодоров
Димитър Георгиев Хаджитодоров (изписване до 1945 година: Димитъръ хаджи Тодоровъ) е български комунистически деец.

## Биография
Роден е на 3 ноември 1911 година в Банско, тогава в Османската империя, днес в България. По произход е от заможно семейство, син е на дееца на ВМОРО Георги Хаджитодоров. Учи в Банско и в гимназиите в Разлог и Трън. В 1932 година завършва гимназията в Дупница. След това заминава за София, където следва право в Софийския университет. Става член на Българския общ народен студентски съюз и е ръководител на така наречената Разложка група. В 1933 година е отвлечен от дейци на ВМРО от михайловисткото крило при така наречената Дъбнишка акция и е измъчван. Освободен е след заплащане на голям откуп. Димитър Хаджитодоров заминава за Белград в 1939 година, за да следва медицина, но е изключен. След това заминава за Братислава, където продължава образованието си. Заедно с други българи се присъединява към Нитранската партизанска бригада през декември 1944 година. На 14 февруари 1945 година загива в сражение с германците край Криж на река Хрон, Словакия.
Посмъртно получава титлата доктор. Носител е на български и чехословашки награди и отличия.